# Музеј шибица
Музеј шибица се налази у Сремским Карловцима, као један је од два постојећа у Европи. Музеј се налази у оквиру адаптиране породичне куће Јоване Поповић Бенишек, која надограђује колекцију коју је оформила Јасна Новак (Загреб, 1. јун 1925 – Београд, 10. мај 2002), глумице која је шибице почела да сакупља још педесетих година док је живела у Прагу.
Колекција шибица данас садржи преко 40000 експоната, који потичу из разних земаља и континената. Изложене су кутијице различите по форми, величини, дизајну, па чак и материјалима. Има их са мотивима државника, флоре, фауне, превозних средстава, карикатура. Ту су цилиндрична, златаста италијанска паковања украшена репродукцијама слика уметника светског реномеа, ремекдела јапанске стрпљивости израђена на пелиру и свили, француске шибице са пикантним мотивима и представама... Ова колекција поседује и велики број налепница за кутије шибица.
Ова богата колекција шибица, уз информације о историјату шибица, колекционару и самој колекцији омогућава увид у промене које су се десиле у историји дизајна протеклих 170 година, али она представља и својеврсну хронику друштвених промена.